# Jacob do Bandolim
Jacob do Bandolim (1918-1969) était un musicien et compositeur brésilien. Né Jacob Pick Bittencourt, son nom de scène signifie Jacob à la mandoline, d'après son instrument.
En plus de ses talents de virtuose, il est célèbre pour ses compositions de choro, en particulier "Noites Cariocas" (nuits de Rio de Janeiro).
Les compositions de Jacob do Bandolim renouvellent le style du choro, et dans ses ensembles le bandolim devint le principal instrument solo, remplaçant la flûte. 

## Œuvres
- A ginga do Mané
- Alvorada
- Assanhado
- Benzinho
- Biruta
- Bola Preta
- Bole-bole
- Bonicrates de muletas
- Buscapé
- Cabuloso
- Carícia
- Choro de varanda
- Ciumento
- Cristal
- De Limoeiro a Mossoró
- Diabinho maluco
- Doce de coco
- Dolente
- Encantamento
- Entre mil! ... você!
- Eu e você
- Falta-me você
- Feia
- Feitiço
- Forró de gala
- Gostosinho
- Implicante
- Isto é nosso
- Lamentos
- Mágoas
- Meu segredo
- Mexidinha
- Migalhas de amor
- Mimosa
- Nego frajola
- Noites cariocas
- Nosso romance
- Nostalgia
- O vôo da môsca
- Pé de moleque
- Por que sonhar?
- Remeleixo
- Reminiscências
- Rua da Imperatriz
- Sai do caminho
- Saliente
- Salões imperiais
- Santa morena
- Sapeca
- Saudade
- Sempre teu
- Simplicidade
- Tatibitate
- Toca pro pau
- Treme-treme
- Um bandolim na escola
- Vale tudo
- Vascaíno
- Velhos tempos
- Vibrações
- Vidinha boa